# Провінція Ава (Шікоку)
33°56′18″ пн. ш. 134°14′57″ сх. д. / 33.93833333° пн. ш. 134.24916667° сх. д.
Прові́нція А́ва (яп. 阿波国 — ава но куні, «країна Ава»; 阿州 — асю, «провінція Ава») — історична провінція Японії у регіоні Шікоку на сході острова Шікоку. Відповідає сучасній префектурі Токусіма.

## Короткі відомості
Провінція Ава була утворена об'єднанням областей Ава но куні (粟国) та Наґа но Куні (長国) у одну адміністративну одиницю після перевороту Тайка (645).
У 16 столітті провінція належала до володінь родини Мійосі, котра веле боротьбу з Одою Нобунаґою.
У період Едо (1603–1868) володарем провінції був рід Хатісука, сподвижник об'єднувачів Японії Тойотомі Хідейосі і Токуґави Ієясу. Він володів Токусіма-ханом, доходом у 256 000 коку, і дочірнім Томіда-ханом.
У 1871, у результаті адміністративної реформи уряду, провінція Ава була перейменована на префектуру Токусіма.

## Повіти
- Повіт Ітано 板野郡
- Ава 阿波郡
- Повіт Міма 美馬郡
- Повіт Мійоші 三好郡
- Ое 麻殖郡
- Повіт Мьодо (Наката) 名東郡 (名方郡)
- Повіт Мьодзай (Наката) 名西郡 (名方郡)
- Повіт Кацуура 勝浦郡
- Повіт Нака 那賀郡